# AWS (gruppo musicale)
Gli AWS sono un gruppo musicale di musica metalcore ungherese fondato nel 2006 a Budakeszi.
Hanno rappresentato l'Ungheria all'Eurovision Song Contest 2018 con il brano Viszlát nyár, classificandosi ventunesimi con 93 punti.

## Carriera
Sin dalla loro formazione, la band ha suonato in molti festival come il Sziget Festival, uno dei più famosi in Ungheria, e hanno persino fatto tour oltre in madrepatria in Austria, Inghilterra, Romania e Slovenia. Durante la loro carriera inoltre hanno vinto il MTV Brand award come nuova band emergente e sono stati band di supporto per il gruppo metalcore ungherese Blind Myself.
Nel dicembre 2017, gli AWS hanno preso parte ad A Dal 2018, il format per la ricerca del rappresentante ungherese all'Eurovision Song Contest con il brano Viszlát nyár. Dopo aver superato le fasi eliminatorie e le semifinali hanno avuto accesso alla finalissima. Nella serata finale del programma la band è stata proclamata vincitrice del programma, ottenendo il diritto di rappresentare l'Ungheria all'Eurovision Song Contest 2018, a Lisbona.
Il gruppo si è esibito nella seconda semifinale della manifestazione, ottenendo la qualificazione alla finale, classificandosi decimi con 111 punti. Durante la serata finale, tenutasi il 12 maggio 2018, gli AWS si sono classificati al ventunesimo posto con 93 punti totalizzati.
Nel giugno 2020 il loro frontman Örs Siklósi è stato diagnosticato con una leucemia, che lo porterà alla morte nella notte tra il 5 e il 6 febbraio 2021, all'età di 29 anni.
Dopo due anni di pausa, gli AWS hanno pubblicato il singolo Odaát, dove viene presentato Stefán Tamás come nuovo vocalist della band.

## Formazione
Attuale
- Stefán Tamás
- Bence Brucker
- Dániel Kökényes
- Áron Veress
- Soma Schiszler

Membri precedenti
- Marcell Varga
- Gergő Varga
- Bence Petrik
- Ákos Illisz
- Örs Siklósi (m. 2021)

## Discografia

### Album studio
- 2011 – Fata Morgana
- 2014 – Égésföld
- 2016 – Kint a vízből
- 2018 – Fekete részem
- 2024 – Innen szép nyerni

### Album live
- 2018 – Madách
- 2020 – Park

### EP
- 2012 – Világposztolás
- 2019 – My Beautiful Black Part

### Singoli
- 2011 – Takard el
- 2012 – Válaszút
- 2012 – Világposztolás
- 2013 – Ha nem tűnsz el
- 2014 – Nem fáj
- 2015 – Te is félsz
- 2016 – Hajnali járat
- 2017 – Viszlát nyár / Summer Gone
- 2018 – Hol voltál?
- 2018 – X/0
- 2018 – Fekete részem
- 2019 – Még lélegzem
- 2019 – Engedd el (con i Cloud 9+ feat. JumoDaddy)
- 2019 – Emlékszem
- 2022 – Útvesztő
- 2023 – Odaát
- 2023 – 2359
- 2023 – Ketten képzeletben
- 2024 – Fények nélkül
- 2024 – Nincs árnyék
- 2024 – Senki nincs már ébren